# Bare (okręg szumadijski)
Bare (cyr. Баре) – wieś w Serbii, w okręgu szumadijskim, w gminie Knić. W 2011 roku liczyła 322 mieszkańców.